# Nathacha Appanah
Nathacha Appanah-Mouriquand (Mauritius, 24 luglio 1973) è una giornalista e scrittrice mauriziana.

## Biografia
Nata a Mauritius da una famiglia di immigrati di origini indiane, cresce parlando il creolo mauriziano e scrivendo in francese.. Lavora a Mauritius come giornalista per Le Mauricien e Week-End Scope. Dal 1998 vive e lavora in Francia, prima a Lione e poi a Parigi, proseguendo la sua attività di giornalista e scrivendo anche poesie e notizie su Mauritius. Collabora con diversi periodici (Géo Magazine, Air France Magazine, Viva Magazine) ed effettua reportages per Radio France Internationale (RFI), la radio pubblica svizzera, France Culture.
È autrice di quattro romanzi, pubblicati in Francia da Gallimard (i primi tre) e Editions de l'Olivier (il quarto) e tradotti in numerose lingue, tra cui l'italiano. Rappresenta ormai una delle voci più apprezzate della letteratura francofona.
Oltre a godere di un consolidato successo di pubblico, ha vinto diversi importanti premi letterari, tra cui il Prix RFO (2003), il Prix Rosine Perrier (2004) e il Grand prix littéraire des Océans Indien et Pacifique.
Nel 2018 Graywolf Press ha pubblicato Waiting for Tomorrow, anche questo tradotto in inglese da  Geoffrey Strachan. È stato finalista nel Premio Albertine 2019.

## Opere
- Le rocce di Poudre d'Or (Les Rochers de Poudre d'or, Gallimard 2003). Trad. italiana Cinzia Poli ed Emmanuelle Caillat, Edizioni e/o 2006
- Blue Bay Palace (id., Gallimard 2004). Trad. italiana Wilma Porro, Edizioni e/o 2005
- Le nozze di Anna (La noce d'Anna, Gallimard 2005). Trad. italiana Cinzia Poli, Edizioni e/o 2007
- Le dernier frère, Éditions L'Olivier, 2007
- L'Étrange été de Tikoulou, 15º album della collezione Les Aventures de Tikoulou, Éditions Vizavi, 2014
- En attendant demain, Gallimard, 2015
- Tropique de la violence, Gallimard, 2016
- Petit Éloge des fantômes, Gallimard Folio, 2016
- Une année lumière, Gallimard, 2018
- Le Ciel par-dessus le toit, Gallimard, 2019 ISBN 978-2-07-28-5860-4